# Svätý Jur
Svätý Jur és una ciutat d'Eslovàquia. És a 14 km al nord-est de Bratislava, prop de la frontera amb Àustria. El 2020 tenia 5.959 habitants.

## Demografia
| Godina             | 1994 | 2004   | 2014    | 2024   |
| ------------------ | ---- | ------ | ------- | ------ |
| Nombre de persones | 4529 | 4799   | 5500    | 6010   |
| Diferència         |      | +5,96% | +14,60% | +9,27% |

| Godina             | 2023 | 2024   |
| ------------------ | ---- | ------ |
| Nombre de persones | 5983 | 6010   |
| Diferència         |      | +0,45% |